# Linnaemya rubiginosa
Linnaemya rubiginosa là một loài ruồi trong họ Tachinidae.